# Аргамджи (приток Аргамджи)
Аргамджи — река в России, протекает в Кош-Агачском районе Республики Алтай. Левый приток реки Аргамджи (бассейн Кара-Чада). Самая западная из 4-х рек, носящих название Аргамджи и протекающих на плато Укок.

## Описание
Река длиной 13 км, истоки реки находятся в леднике массива Таван-Богдо-Ула. Течёт на север, впадает в другую реку Аргамджи незадолго до впадения её в озеро Гусиное.

## Этимология
Название происходит от каз. аргамджи — волосяная веревка.